# Ален Кюни
Але́н Кюни́ (фр. Alain Cuny), настоящее имя - Рене́ Ксавье́ Мари́ Але́н Кюни́, фр. René Xavier Marie Alain Cuny; 12 июля 1908[…], Сен-Мало — 16 мая 1994[…], Париж), французский и итальянский актер театра и кино.

## Биография
Ален Кюни родился в городе Сен-Мало. Большую часть своего детства провел со своей тетей в комунне Бусе. С двенадцати лет начал интересоваться живописью, окончил Национальную высшую школу изящных искусств в Париже. Учился на врача, но бросил учебу и поступил в художественную школу.
В 21 год пытался покончить жизнь самоубийством. Хотел стать психиатром, интересовался психоанализом и сюрреализмом. Был знаком с Пабло Пикассо, Робер Деснос, Антонен Арто, Роже Витрак.
В кино с 1927 года, работал художником по костюмам и сценографом у Жака Фейдера и Альберто Кавальканти. В 1938 году поступил в театральную студию Шарля Дюллена, начал играть в театре в 1941 году. Сподвижник Жана Вилара по его первым постановкам в TNP и на Авиньонском фестивале. На протяжении жизни работал с крупнейшими режиссерами французского театра и европейского кинематографа. Несколько раз сам выступал в качестве режиссера.
В 1960 году подписал Манифест 121-го в поддержку борьбы Алжира за независимость.
В 1962 женился на Мари-Бланш Гвидичелли, после в 1969 пара развелась. Актер похоронен на кладбище в Сиври-ла-Форе.

## Цитаты
«Если бы я был бесстрашным человеком, я не был бы актером»
«Христос взял на себя грехи мира. Они, эти люди (актеры), как и я, взяли на себя безумие мира. Делаем вид, что не видим этого безумия»
«Мое удовольствие от игры трагедий состоит в том, чтобы в конце игры принять душ и надеть чистую рубашку»
«Может, потребность в изображениях является признаком нашей бедности? Нет! Они являются признаком нашего увечия, нашего забвения, запустения нашей души»
«Быть уникальным, уникальным и неизменным, под пристальным взглядом другого. Да. Это театр! Мне бы хотелось, чтобы он был моей повседневной жизнью»
«Когда мы любим объект, мы приветствуем незабвенные стороны его природы, даже чудовищные. В противном случае не стоит любить»
«Я хотел бы иметь десять жизней, чтобы начать все сначала»
«Мистицизм и эротизм как две стороны одного и того же средства для достижения абсолюта в реальном»
«Я предпочитаю сцену как терапию, чтобы избежать сумасшествия»
«Надежда предполагает сомнение. Мы должны жить в этот момент. Нет другой вечности»
«Вы знаете, что в театре меня обвиняют в неблагодарности, отсутствии дружеских отношений, как будто мы созданы для того, чтобы любить друг друга»
«Возможно, общественная жизнь, только она, жизнь, где люди прикованы друг к другу — это театр. Жизнь настоящая - это лишь след, исхоженная тропа»

## Творчество

### Роли в театре
- 1930 : Роже Витрак «Художник»
- 1939 : Викторьен Сарду «Madame Sans-Gêne»
- 1941 : Жан Жионо «Конец дороги»
- 1941 : Поль Клодель «Благая весть Марии»
- 1942 : Жан Ануй «Эвридика», постановка Андре Барсака
- 1943 : Шекспир «Макбет»
- 1944 : Расин «Андромаха», постановка Жана Маре
- 1945 : Люсьен Фабр «Тристан и Изольда»
- 1946 : Сартр «Мертвые без погребения»
- 1947 : О’Нил «Траур — участь Электры»
- 1947 : Клодель «История Товия и Сары»
- 1948 : Альфред де Мюссе «Un caprice»
- 1949 : Курцио Малапарте «Das Kapital»
- 1953 : Уго Бетти «Козий остров»
- 1953 : Расин «Береника»
- 1955 : Шекспир «Макбет», постановка Жана Вилара (TNP)
- 1956 : Шекспир «Макбет», постановка Жана Вилара, Авиньонский фестиваль
- 1955 : Клодель «Город», постановка Жана Вилара, Авиньонский фестиваль
- 1957 : Расин «Федра», постановка Жана Вилара, TNP
- 1959 : Клодель «Золотая голова», постановка Жана-Луи Барро
- 1962 : Пиранделло «On ne sait comment»
- 1962 : Т. С. Элиот «Убийство в соборе»
- 1965 : Расин «Андромаха», постановка Жана-Луи Барро
- 1970 : Стриндберг «Пляска смерти», постановка Клода Режи
- 1985 : «Остров мёртвых», по Стриндбергу и Бёклину, Авиньонский фестиваль
- 1986 : Клодель «Золотая голова», «Полуденный раздел», Авиньонский фестиваль
- 1988 : поэзия Пьера Реверди, поэтический моноспектакль на Авиньонском фестивале
- 1988 : Шекспир «Буря», читка на Авиньонском фестивале
- 1989 : поэзия Лотреамона, читка на Авиньонском фестивале
- 1990 : Оскар Уайльд и Антонен Арто, читка на Авиньонском фестивале
- 1993 : Луи-Рене Дефоре «Мегеры моря», «Остинато» (фрагменты), «Сэмюэл Вуд», Авиньонский фестиваль

### Роли в кино и на телевидении
- 1941 : «Буксиры» (Жан Гремийон)
- 1942 : «Вечерние посетители» (Марсель Карне)
- 1950 : «Запрещенный Христос» (Курцио Малапарте)
- 1950 : «Camicie rosse» (Гоффредо Алессандрини, Франческо Рози)
- 1953 : «Дама без камелий» (Микеланджело Антониони)
- 1953 : «Побежденные» (режиссура в соавторстве с Микеланджело Антониони)
- 1953 : «Адриенна Мезюра» (Марсель Л'Эрбье, телефильм по одноименному роману Жюльена Грина)
- 1956 : «Собор Парижской Богоматери» (Жан Деланнуа)
- 1958 : «Любовники» (Луи Малль)
- 1960 : «Сладкая жизнь» (Федерико Феллини)
- 1963 : «Шкурка банана» (Марсель Офюльс)
- 1964 : «Коррупция» (Мауро Болоньини)
- 1969 : «Млечный путь» (Луис Бунюэль)
- 1969 : «Сатирикон» (Феллини)
- 1970 : «Люди против» (Франческо Рози)
- 1971 : «Вальпараисо, Вальпараисо» (Паскаль Обье)
- 1971 : «Аудиенция» (Марко Феррери)
- 1972 : «Мастер и Маргарита» (Александр Петрович)
- 1973 : «Не трогай белую женщину» (Марко Феррери)
- 1974 : «Эммануэль» (Жюст Жакен)
- 1975 : «Сиятельные трупы» (Франческо Рози)
- 1976 : «Дорогой Микеле» (Марио Моничелли)
- 1978 : «Превратности метода» (Мигель Литтин)
- 1979 : «Христос остановился в Эболи» (Франческо Рози)
- 1982 : «Развлечения графини Долинген де Грац» (Катрин Бине)
- 1985 : «Далекая страна» (Люк Бонди)
- 1985 : «Детектив» (Жан-Люк Годар)
- 1986 : «Хроника объявленной смерти» (Франческо Рози)
- 1987 : «Под солнцем Сатаны» (Морис Пиала, роль вырезана при монтаже)
- 1987 : «Спрут 3» (телесериал) (Николо Антинари)
- 1988 : «Камилла Клодель» (Брюно Нюиттен, номинация на премию Сезар за лучшую мужскую роль второго плана)
- 1989 : «Благая весть Марии» (по П.Клоделю, режиссура, премия экуменического жюри Берлинского МКФ)
- 1992 : «Возвращение Казановы» (Эдуар Ньерманс)

## Признание
- Бельгийская премия Жозефа Плато за жизненное достижение (1992).